# غمضاء (بخا)
غمضاء منطقة سكنية تقع في ولاية بخا، التابعة لمحافظة مسندم في سلطنة عمان. يقدر عدد سكانها بـ 532 نسمة حسب إحصاء عام 2010 التابع للمركز الوطني للإحصاء والمعلومات الحكومي. رمز المنطقة هو 30330050.

## الوصلات الخارجية
- المركز الوطني للإحصاء والمعلومات، سلطنة عمان